# Lindbergia sinensis
Lindbergia sinensis är en bladmossart som beskrevs av Brotherus 1907. Lindbergia sinensis ingår i släktet Lindbergia och familjen Leskeaceae. Inga underarter finns listade i Catalogue of Life.